# Oberea flavoantennalis
Oberea flavoantennalis là một loài bọ cánh cứng trong họ Cerambycidae.